# Kozie chrbty
Kozie chrbty (v českém překladu Kozí hřbety) jsou pohoří v Západních Karpatech na Slovensku, které se člení na dva podcelky – Važecký chrbát a Dúbrava.

## Poloha a přírodní podmínky

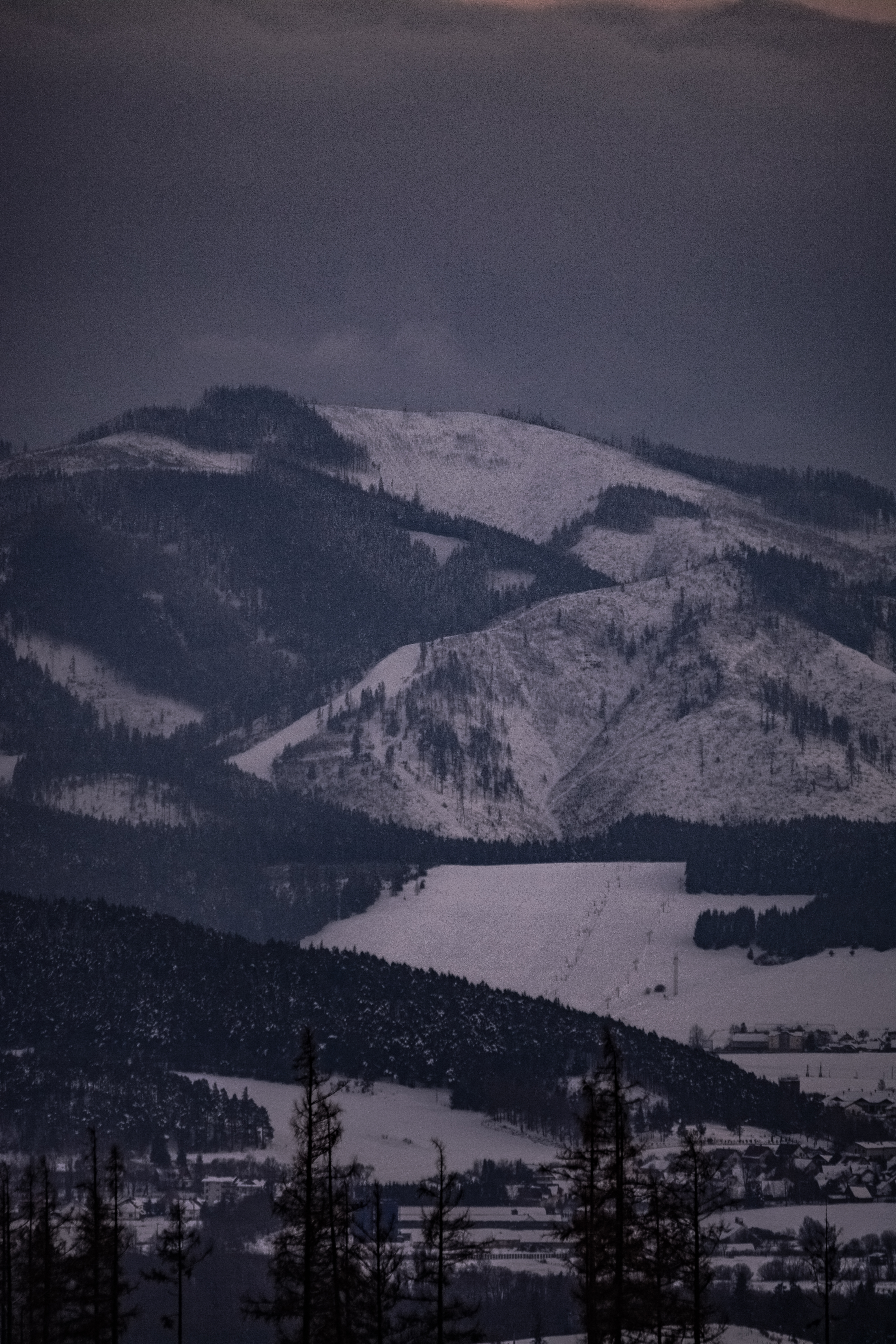
Pohled na vrch Kozí kameň s Mengusovcami v popředí z Vyšných Hágov.

Pohoří se táhne východozápadním směrem, od Jánovec u Popradu až po Kráľovu Lehotu u soutoku Bieleho a Čierneho Váhu. Jeho severní svahy spadají do Podtatranské kotliny, jižní hranici tvoří údolí Čierneho Váhu, východněji hluboká a výrazná Vikartovská brázda, kterou protéká horní tok řeky Hornádu. Hlavní hřeben pohoří jen málokde klesne pod hranici 1 000 metrů nad mořem. Svůj vrchol dosahuje na Kozím kameni v nadmořské výšce 1255 m, který má dva vrcholy spojené úzkým skalnatým hřebenem. Odtud pak mírně klesá přes Krížový vrch (1102 m nad mořem) a Krížovou (941 metrů nad mořem) do hlubokého zářezu u Kvetnice. Reliéf pohoří má převážně charakter vrchoviny. Pohoří je zčásti tvořeno Važeckým krasem, rozprostírajícím se jižně od Važce na ploše přibližně 30 kilometrů čtverečních. Vyskytují se zde zejména podzemní krasové jevy, nejznámějším z nich je veřejnosti přístupná Važecká jeskyně.

## Evropské rozvodí
Pohořím prochází hlavní evropské rozvodí mezi Baltským mořem (povodí řeky Poprad → Dunajec → Visla) a Černým mořem (povodí řeky Váh → Dunaj).

## Podnebí a flóra
Pohoří řadíme do mírně teplé až chladné klimatické oblasti. Jižní svahy jsou zde pokryty převážně reliktními teplomilnými dubovými lesy. Dalšími dřevinami, které se zde hojně vyskytují jsou smrk ztepilý, jedle bělokorá, borovice lesní a modřín opadavý.

## Chráněná území
Národní přírodní rezervace Hranovnická dubina se rozprostírá na téměř 67 hektarech na jižní straně pohoří mezi Kvetnicí a Hranovnicí. Její úlohou je ochrana lesních společenstev dubového a bukovo-dubového vegetačního stupně. Jde o nejsevernější oblast výskytu dubu zimního na Slovensku. V lesním podrostu rostou mnohé teplomilné druhy se severní hranicí svého rozšíření právě v této rezervaci.
Přírodní rezervace Baba se rozprostírá na výměře přibližně 201 hektarů. Byla vyhlášena na ochranu reliktních teplomilných společenstev vápencových a dolomitových skal Kozích chrbtů se vzácnými a chráněnými druhy flóry a fauny.